# 二碘化钐
二碘化钐（化学式：SmI2），IUPAC名称为碘化钐(II)，绿色固体，用作有机合成中的单电子转移还原剂。对空气敏感，但是反应中可以允许水的存在。一般以0.1mol/L的THF深蓝色溶液的形式出售，钐为七配位，单帽八面体构型。
三碘化钐高温分解、钐粉与1,2-二碘乙烷或二碘甲烷在无水四氢呋喃中反应都可以制得二碘化钐。
二碘化钐可参与的反应有：
- 酮或酯与碘代烃反应生成叔醇（Barbier反应），类似于格氏反应，生成新的碳-碳键。[5]反应很快，常使用二碘化钐的四氢呋喃溶液，并加入催化量的碘化镍。

RI + R'COR" → R(R')C(OH)R"
- 将砜和亚砜还原为硫醚。反应有选择性，可以带着羰基官能团反应（如酯、酮、酰胺、醛等）。
- 卤代烃的脱卤化氢反应生成烃。
- 羰基化合物与简单烯烃偶联生成五元、六元或八元环。[6]

随着反应进行，二碘化钐THF溶液的深蓝色逐渐变为淡黄色。反应后的二价钐用稀盐酸处理，以Sm3+的形式除去。
SmI2作为碱，可以使甲苯磺酰基可以从N-甲苯磺酰胺中迅速离去。该反应对于合成不稳定的胺更有效，例如氮杂环丙烷：

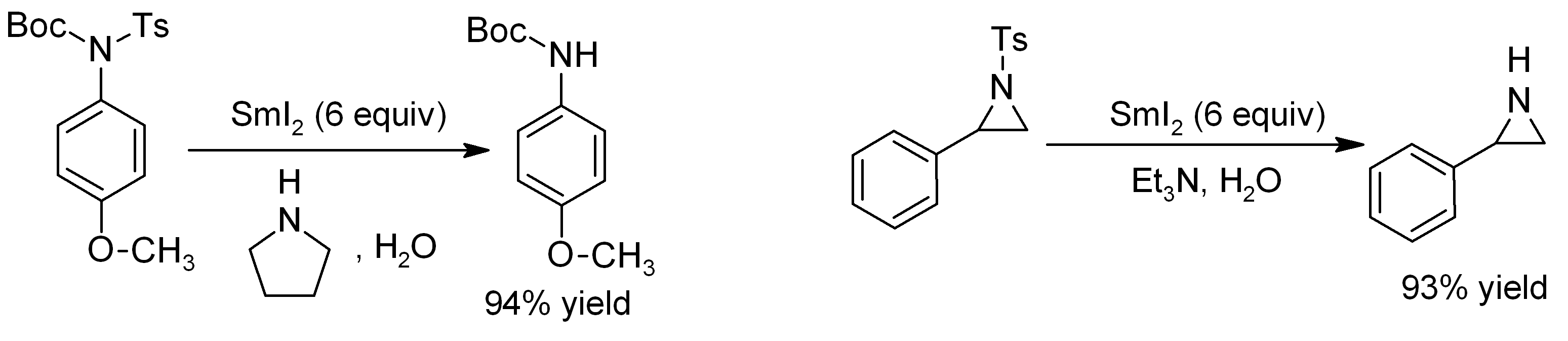
使用SmI_{2}使甲苯磺酰基可以从N-甲苯磺酰胺中离去

在Markó-Lam去氧反应中，醇经过甲苯甲酸酯在SmI2存在下的还原被迅速去氧。

使用SmI_{2}的Markó-Lam去氧反应

SmI2的应用已经被较多地研究。